# Аарон Пірсол
Аарон Пірсол  (англ. Aaron Peirsol, 23 липня 1983) — американський плавець, олімпійський чемпіон.

## Виступи на Олімпіадах
| Олімпіада   | Дисципліна                      | Місце |
| ----------- | ------------------------------- | ----- |
| Сідней 2000 | плавання на 200 метрів на спині | 2     |
| Афіни 2004  | плавання на 100 метрів на спині | 1     |
| Афіни 2004  | плавання на 200 метрів на спині | 1     |
| Афіни 2004  | комплексна естафета 4 × 100     | 1     |
| Пекін 2008  | плавання на 100 метрів на спині | 1     |
| Пекін 2008  | плавання на 200 метрів на спині | 2     |
| Пекін 2008  | комплексна естафета 4 × 100     | 1     |